# Folos
Folos eller Pholos var enligt grekisk mytologi en kentaur som i sin grotta på berget Foloe förvarade ett vinfat som tillhörde kentaurerna. När Herakles förföljde det erymantiska vildsvinet besökte han Folos och där övertalade han denne att öppna fatet. Lockade av vindoften strömmade kentaurerna till men blev bortdrivna av Herakles som dödade många med sina förgiftade pilar. Efter kampen stack sig Folos oförsiktigt på en av pilarna och dog genast.
Herakles odödliggjorde honom då genom att lyfta upp honom på himlavalvet och låta honom bli stjärnbilden Kentauren.